# Verlag „Neues Werden“
Der Verlag „Neues Werden“ war ein Westberliner Verlag, der zwischen 1947 und 1949 verlegerisch tätig war. Er ist nicht zu verwechseln mit dem ostdeutschen bzw. DDR-Verlag Neues Leben.
Die Verlagslizenz für das britische Besatzungsgebiet datiert vom 21. Mai 1946. Lizenzträger war Wolfgang Keiper.

## Verlagsprogramm
Über den Katalog der Deutschen Nationalbibliothek sowie Antiquariatskataloge lässt sich das Verlagsprogramm zusammenstellen:
- Karl Fischer: Begegnungen mit dem Unheimlichen (1947)
- Hermann Freyberg (verfasst von Axel Rudolph): Drei Groschen für mein Leben. Ein abenteuerlicher Roman aus den Ölfeldern Venezuelas (1947)
- Henrik Hansen: Gott, Erde, Tier und Mensch. Besinnliche Märchen (1947)
- Harald Hata: Tumb Eggetan (1947)
- Ewald Jensko: Station Nordpol. Ein utopischer Roman (1947)
- Gertrud Ruffer: Der gepeitschte Pegasus. Besinnliches in heiteren Versen (1947)
- Margaret Vanköllen: Nocturnen zwischen Dom und Strom. Novellen (1947)
- Hans Eckedül: Spuk in Klein-Wussow. Eine Erzählung für Jungen (1948)
- Kinder-Kalender (1948)
- Käte Lüdecke: Jutta will ein Junge sein. Eine Erzählung für Mädchen (1948)
- Freddy Weller (Pseudonym von Hermann Gerstmayer): Der Gletschergeist. Eine Erzählung aus Alaska für die Jugend (1948)
- Freddy Weller: Der Sohn der Urwalds. Eine Erzählung aus Borneo für die Jugend (1948)
- Freddy Weller: Märchen (1948)
- Hermann Müller: MARCON 1937–1975 – Das Auge am Nordpol. Utopisch-technische Zukunftsromane (1949) (urn:nbn:de:101:1-201203295734)